# 古知野町朝日
古知野町朝日（こちのちょうあさひ）は、愛知県江南市の町名である。

## 地理
江南市の中心部に位置する。名鉄犬山線の江南駅が町内に設置されており、江南市の玄関口になっている。また、駅前ということもあり町内には多くの自転車預かり所が設置されている。
町の下には3から283の番地が直接振られているため、小字、並びに丁目はない。

## 歴史
丹羽郡古知野村を前身とする。

## 世帯数と人口
2015年（平成27年）10月1日現在の世帯数と人口は以下の通りである。
| 町丁         | 世帯数  | 人口  |
| ------------ | ------- | ----- |
| 古知野町朝日 | 105世帯 | 240人 |

### 人口の変遷
国勢調査による人口の推移
| 1995年（平成7年）  | 289人 | [ 5 ] |  |
| 2000年（平成12年） | 246人 | [ 6 ] |  |
| 2005年（平成17年） | 221人 | [ 7 ] |  |
| 2010年（平成22年） | 199人 | [ 8 ] |  |
| 2015年（平成27年） | 240人 | [ 2 ] |  |

## 学区
市立小・中学校に通う場合、学区は以下の通りとなる。
| 番・番地等 | 小学校                 | 中学校               |
| ---------- | ---------------------- | -------------------- |
| 全域       | 江南市立古知野南小学校 | 江南市立古知野中学校 |

## 施設
- 三菱UFJ銀行江南支店
- あいち銀行江南支店
- 江南駅前交番
- メイツ江南駅前
- 駅前第一ビル
- 滝ビル
- 佐鳴予備校江南駅前校
- 協立商事月極駐車場
- 江南自転車預かり所

## 交通

### 鉄道
- 名古屋鉄道（名鉄）
IY 犬山線 江南駅

### 道路
- 愛知県道180号江南停車場線（江南駅西通り）

## その他

### 日本郵便
- 郵便番号 : 483-8213[3]（集配局：江南郵便局[10]）。